# Brigád blues
A Brigád blues (vagy Brigád Blues, angolul Brigade Blues) egy 2005-ös magyar dokumentumfilm. A filmet Martinidesz László rendezte, operatőre Körtési Béla volt. A forgatókönyvet Tóth Eszter Zsófia írta, aki korábban éveken keresztül életútinterjúkat készített a film szereplőivel.
A film az 1970-ben Állami Díjjal kitüntetett Budapesti Harisnyagyár Felszabadulás Szocialista Brigádja formázónőinek életén keresztül a Kádár-korszak szocialista brigádmozgalmát – a társadalmi munkájukat, a munkaversenyt – mutatja be. A Brigád blues a munkásnők és egykori állami gondozott patronáltjaik visszaemlékezései alapján készült.
A filmben részletek láthatók Martinidesz László Csudajó, gyönyörű az élet, Mindig van egy híd és Az utca egy embere című filmjeiből.
A dokumentumfilmet 2009-ben a Blinken Nyílt Társadalom Archívum beválogatta a Rákosi- és Kádár-korszakról 1989 után készült legjobb negyven film közé.

## Külső hivatkozások
- Tóth Eszter Zsófia: „Én nem istenítem Kádárt, de olyan ember volt…” Egy Állami Díj emlékezete munkásnők életút-elbeszéléseiben. In.: Múlt századi hétköznapok. Tanulmányok a Kádár-rendszer kialakulásának időszakáról. szerk. Rainer M. János. 1956-os Intézet, Bp., 2003.
- Tóth Eszter Zsófia: „Mindenki … úgy ment oda, hogy ez a világcsúcs” Munkásnő országgyűlési képviselők megéléstörténetei a szocialista időszakról. In.: AETAS 22. évf. 2007. 2. szám
- Brigád Blues: Kádár a harisnyagyárban, Múlt-kor, 2007. január 4.
- A Brigád Blues a PORT.hu-n (magyarul)
- Filmévkönyv 2006, Dokumentumfilmek – Brigád blues, Magyar Nemzeti Filmarchívum, 2006
- 40 film a szocializmusról, osaarchivum.org, 2009